# Faiditus ecaudatus
Faiditus ecaudatus är en spindelart som beskrevs av Eugen von Keyserling 1884. Faiditus ecaudatus ingår i släktet Faiditus och familjen klotspindlar. Inga underarter finns listade i Catalogue of Life.